# Helmut von Zborowski
Helmut Graf von Zborowski, né le 21 août 1905 à Theresienstadt en royaume de Bohême et mort le 16 novembre 1969 à Brunoy (Essonne) en France, était un ingénieur aéronautique autrichien, spécialiste du vol vertical. Dans le domaine des fusées, il a participé au développement du Fieseler Fi 103 et du missile V2 avec Wernher von Braun pour le Troisième Reich. Après la guerre, il a travaillé en France pour la Snecma et a conçu le Snecma C-450 Coléoptère à réaction et à décollage vertical.

## Biographie

### Livres
- Jean-Christophe Carbonel, La SNECMA, von Zborowski et le Coléoptère, Éditions Artipresse, 10 juin 2010, 224 p. (ISBN 978-2-915205-12-1 et 2-915205-12-4, EAN 978-2-91520-512-1, présentation en ligne).
- (en) Militärgeschichtliches Forschungsamt, Germany and the Second World War, vol. 5, Clarendon Press, 1990, 1142 p. (ISBN 0-19-820873-1, EAN 978-0-19820-873-0, lire en ligne), p. 648.
- (en) Robert Forsyth, Luftwaffe Emergency Fighters : Blohm & Voss BV P.212, Heinkel P.1087C, Junkers EF 128, Messerschmitt P.1101, Focke-Wulf Ta 183 and Henschel Hs P.135, Bloomsbury Publishing, 2017, 80 p. (ISBN 978-1-4728-1995-6 et 1-4728-1995-0, EAN 978-1-47281-995-6, lire en ligne), p. 43.
- (de) Josef Nagler, Blätter für Technikgeschichte, vol. 22, Springer-Verlag, 2013, 293 p. (ISBN 978-3-7091-5539-4 et 3-7091-5539-8, EAN 978-3-70915-539-4, lire en ligne), p. 203-204.
- (de) Ralf Schabel, Die Illusion der Wunderwaffen : Die Rolle der Düsenflugzeuge und Flugabwehrraketen in der Rüstungsindustrie des Dritten Reiches, vol. 35 de Beiträge zur Militärgeschichte, Walter de Gruyter, 2009, 316 p. (ISBN 978-3-486-59568-0 et 3-486-59568-7, EAN 978-3-48659-568-0, lire en ligne), p. 183.

### Périodiques
- Alexis Rocher, « La saga du vol vertical à la Snecma. Un rêve allemand (première partie) », Le Fana de l'Aviation, no 474,‎ mai 2009, p. 18-31.
- Vincent Nouzille et Olivier Huwart, « Comment la France a recruté des savants de Hitler », L'Express,‎ 20 mai 1999 (lire en ligne).